# أوليفر سوندرز
أوليفر سوندرز هو لاعب دوري الرغبي فلبيني، ولد في 26 يونيو 1987.